# Gherardo Felice Appiano d'Aragona

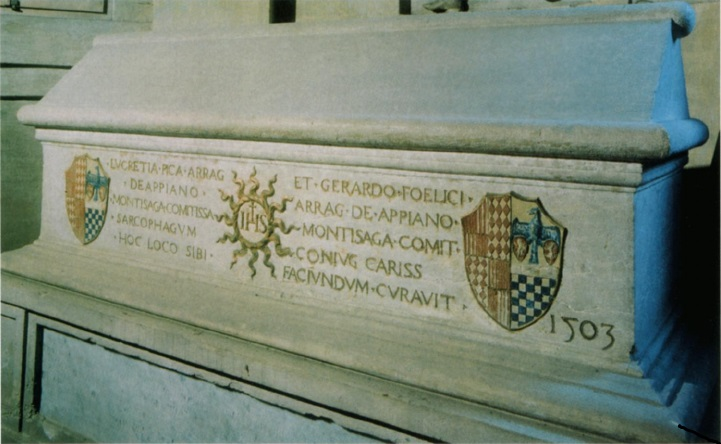
Tomba di Lucrezia Pico e di Gherardo Appiano nell'abbazia di San Benedetto in Polirone.

Gherardo Felice Appiano d'Aragona (Piombino, 1462 – Firenze, 1502) è stato un nobiluomo italiano.

## Biografia
Era figlio di Jacopo III Appiano e di Battistina Fregoso.
Fu signore di Valle e Montioni dal 1474 assieme al fratello minore Belisario. Sedicenne, venne investito dal duca di Milano Gian Galeazzo Maria Sforza di  Brando ed Erbalunga in Corsica (titoli persi nel 1479) e subito dopo, acquistando i feudi dalla Regia Camera di Napoli cui erano tornati alla morte di Giacomo di Montagnano, ultimo della sua famiglia, fu investito dal Re di Napoli primo conte di Montagano e signore di Casacalenda, Ripabottoni, Matrice, Sant'Angelo Limosano, Campolieto, Lupara, Provvidenti e Limosano. 
Nel 1482 venne spedito dal fratello Jacopo IV in soccorso dei Corsi che si erano ribellati ai Fregoso.
Nel giugno 1483 venne eletto Conte Sovrano di Corsica da una Consulta di nobili corsi riuniti a Lago Benedetto, dopoché questi l'anno prima avevano fatto appello a suo fratello Jacopo IV per liberarli dal governo di Tommasino da Campofregoso, il quale cedette le proprie prerogative al potente Banco di San Giorgio, il quale facilmente fu in grado di scacciare l'Appiano dall'isola. Nel 1494 venne privato dei feudi napoletani per aver partecipato alla Congiura dei baroni. 
Morì nel 1502 e venne sepolto assieme alla moglie Lucrezia Pico nel sepolcro, da lei commissionato, scolpito in stile simile a quello di Matilde di Canossa, collocato nell'abbazia di Polirone a San Benedetto Po.

## Discendenza
Nel 1483 aveva sposato in secondo nozze Lucrezia Pico, signora di Sutri, Vetralla, Giove e Faldo, figlia di Gianfrancesco Pico, Signore della Mirandola e Conte di Concordia, già vedova di Pino III Ordelaffi, signore di Forlì. Senza discendenza.

## Ascendenza
|                    |                    |                          | Genitori                   |  |  | Nonni |  |  | Bisnonni         |  |  | Trisnonni     |  |
|                    |                    |                          |                            |  |  |       |  |  | Jacopo I Appiano |  |  | Vanni Appiano |  |
|                    |                    |                          |                            |  |  |       |  |  | Jacopo I Appiano |  |  | Vanni Appiano |  |
|                    |                    | …                        |                            |  |  |       |  |  | Jacopo I Appiano |  |  |               |  |
| Emanuele Appiano   |                    |                          |                            |  |  |       |  |  | Jacopo I Appiano |  |  |               |  |
|                    |                    | Polissena Pannocchieschi | Emanuele Pannocchieschi    |  |  |       |  |  |                  |  |  |               |  |
|                    |                    | Polissena Pannocchieschi | Emanuele Pannocchieschi    |  |  |       |  |  |                  |  |  |               |  |
|                    |                    | Polissena Pannocchieschi | Adelasia della Gherardesca |  |  |       |  |  |                  |  |  |               |  |
| Jacopo III Appiano |                    | Polissena Pannocchieschi |                            |  |  |       |  |  |                  |  |  |               |  |
|                    |                    | Alfonso V d'Aragona      | Ferdinando I d'Aragona     |  |  |       |  |  |                  |  |  |               |  |
|                    |                    | Alfonso V d'Aragona      | Ferdinando I d'Aragona     |  |  |       |  |  |                  |  |  |               |  |
|                    |                    | Alfonso V d'Aragona      | Eleonora d'Alburquerque    |  |  |       |  |  |                  |  |  |               |  |
| Colia de' Giudici  |                    | Alfonso V d'Aragona      |                            |  |  |       |  |  |                  |  |  |               |  |
|                    |                    | Ippolita                 | …                          |  |  |       |  |  |                  |  |  |               |  |
|                    |                    | Ippolita                 | …                          |  |  |       |  |  |                  |  |  |               |  |
|                    |                    | Ippolita                 | …                          |  |  |       |  |  |                  |  |  |               |  |
| Gherardo Appiano   |                    | Ippolita                 |                            |  |  |       |  |  |                  |  |  |               |  |
|                    | Bartolomeo Fregoso | Pietro Fregoso           |                            |  |  |       |  |  |                  |  |  |               |  |
|                    | Bartolomeo Fregoso | Pietro Fregoso           |                            |  |  |       |  |  |                  |  |  |               |  |
|                    | Bartolomeo Fregoso | Benedetta Doria          |                            |  |  |       |  |  |                  |  |  |               |  |
| Giano Fregoso      | Bartolomeo Fregoso |                          |                            |  |  |       |  |  |                  |  |  |               |  |
|                    |                    | Caterina Ordelaffi       | …                          |  |  |       |  |  |                  |  |  |               |  |
|                    |                    | Caterina Ordelaffi       | …                          |  |  |       |  |  |                  |  |  |               |  |
|                    |                    | Caterina Ordelaffi       | …                          |  |  |       |  |  |                  |  |  |               |  |
| Battistina Fregoso |                    | Caterina Ordelaffi       |                            |  |  |       |  |  |                  |  |  |               |  |
|                    |                    | Francesco Gentile        | …                          |  |  |       |  |  |                  |  |  |               |  |
|                    |                    | Francesco Gentile        | …                          |  |  |       |  |  |                  |  |  |               |  |
|                    |                    | Francesco Gentile        | …                          |  |  |       |  |  |                  |  |  |               |  |
| Violante Gentile   |                    | Francesco Gentile        |                            |  |  |       |  |  |                  |  |  |               |  |
|                    |                    | …                        | …                          |  |  |       |  |  |                  |  |  |               |  |
|                    |                    | …                        | …                          |  |  |       |  |  |                  |  |  |               |  |
|                    |                    | …                        | …                          |  |  |       |  |  |                  |  |  |               |  |
|                    |                    | …                        |                            |  |  |       |  |  |                  |  |  |               |  |